# Vũ quan
Ải Vũ (giản thể: 武关; phồn thể: 武關; Hán-Việt: Vũ quan) là một cửa ải cổ tại Trung Quốc, nay nằm ở bờ bắc sông Vũ Quan, phía đông huyện Đan Phượng, thành phố Thương Lạc, tỉnh Thiểm Tây.

## Tên gọi
Vũ quan được xây dựng từ thời Xuân Thu với tên gọi ải Thiếu Tập (tiếng Trung: 少習關; Hán-Việt: Thiếu Tập quan), là biên giới giữa hai nước Tần và nước Tấn. Đến thời Chiến Quốc, đây là biên giới giữa nước Tần và nước Triệu, là một trong bốn cửa ải bảo vệ nước Tần (tiếng Trung: 秦之四塞; Hán-Việt: Tần chi tứ tắc).